# Sant'Andrea delle Fratte (titre cardinalice)
Le titre cardinalice de Sant'Andrea delle Fratte (ou Saint-André-des-Bois) est érigé par le pape Jean XXIII en 12 mars 1960 et rattaché à l'église Sant'Andrea delle Fratte qui se trouve dans le rione de Colonna à l'est de Rome.

## Titulaires
| - Paolo Marella (1960-1972) - Joseph Marie Anthony Cordeiro (1973-1994) - Thomas Joseph Winning (1994-2001) - Ennio Antonelli (2003-) |